# 処罰の道
『処罰の道』はHBO(日本ではスター・チャンネルが放送)のファンタジー・ドラマ・シリーズである『ゲーム・オブ・スローンズ』の第3章『戦乱の嵐-前篇-』の第3話である。プロデューサーでもあるデイヴィッド・ベニオフ と D・B・ワイスによって、原作『剣嵐の大地』に基づいて脚本が書かれ、ベニオフが監督した。タイトルは、主人に背こうとした奴隷が見せしめとして磔にされ飾られる道の名に由来する。
大蔵大臣となったティリオンは巨額の負債に気付く。メリサンドルは王の血を求めてドラゴンストーンを出る。アスタポアで、デナーリスはドラゴン一頭と去勢兵の〈穢れなき軍団〉を交換する取引をする。ロックは傲慢に振る舞うジェイミーの右手を切り落とす。

## あらすじ

### キングズランディング
タイウィン・ラニスター公(チャールズ・ダンス)は小評議会を開く。ジェイミーの居場所を問うが、諜報機関の頭であるヴァリス公(コンリース・ヒル)には答えられない。次にタイウィン公は、ロブ・スタークの味方を減らすため、ピーター・ベイリッシュ(エイダン・ギレン)をアリンの谷間に送り幼主ロビンの母ライサ・アリンと結婚させる計画を発表する。大蔵大臣のベイリッシュの後任には息子のティリオン(ピーター・ディンクレイジ)を指名する。ベイリッシュはティリオンに財政の帳簿を引き渡し、大蔵大臣の職務に関する助言をする。ティリオンは、〈ブラックウォーターの戦い〉で命を救ってくれた礼として、ポドリック・ペインに三人の娼婦をあてがう。後にティリオンは帳簿を調べ、ベイリッシュ公がタイウィンから多額の、ブレーヴォスの〈鉄の銀行〉からはさらに多額の借財をしていることを知る。期限までに返済しなければ、〈鉄の銀行〉は敵方に融資することになるかもしれない。

### 〈北部〉
シオン・グレイジョイ(アルフィー・アレン)は掃除夫の少年に束縛を解かれて馬を与えられ、東に向かえば姉のヤーラに会えると言われる。夜通し馬で逃げるが、追跡者たちに追いつかれ、落馬させられる。暴行される寸前に掃除夫の少年が追跡者たちを殺し、シオンを救う。

### ドラゴンストーン
メリサンドル(カリス・ファン・ハウテン)が、 〈光の王〉が示すであろう未知の場所に向かって船で発とうとする時、スタニス・バラシオン(スティーヴン・ディレイン)は自分を見捨てるつもりかとなじる。レンリーと同様に魔法でロブを殺すことを願うが、メリサンドルはスタニスの力が弱まっているために無理だと言う。メリサンドルは、魔法を使うにはスタニスと同じ王の血をひく誰かが必要だと言う。

### 狭い海の向こう側
デナーリス(エミリア・クラーク)の前で、ジョラー・モーモント(イアン・グレン)とバリスタン・セルミー(イアン・マッケルヒニー)は、ウェスタロスに帰還するためにはどのような兵士が必要なのか、対立する意見を述べる。バリスタンは忠実な自由民の兵士を望み、ジョラーは統制のとれた〈穢れなき軍団〉を推す。デナーリスはアスタポアの奴隷商人クラズニスに対して、8000人の〈穢れなき軍団〉の兵士と、訓練中の少年たちの全員を買い取ると言う。クラズニスが、デナーリスにはそれだけの金がないだろうと言うと、ジョラーとバリスタンの反対を無視して、ドラゴンの一頭と交換すると言う。クラズニスは最大のドラゴンを要求し、デナーリスは承知する。デナーリスは通訳の奴隷ミッサンデイを贈り物として所望し、彼女を連れて立ち去る。

### 〈壁〉の向こう側
マンス・レイダー(キアラン・ハインズ)に率いられた〈野人〉の軍は〈最初の人々の拳〉に着き、斬首された馬がホワイト・ウォーカーによって渦の形に並べられた光景を見つける。ジョン・スノウ(キット・ハリントン)は、オレル(マッケンジー・クルック)が見たと言う〈冥夜の守人〉の死体がないことに気づく。マンスは、死人は〈亡者〉になったのだと言い、〈巨人殺しのトアマンド〉に、ジョンと20人を率いて〈壁〉を乗り越え、火の合図にあわせて〈壁〉の南側から攻撃しろという。ジョンが役に立たなければ〈壁〉から投げ落としてもいいと言う。
〈冥夜の守人〉の生き残りは〈クラスターの砦〉に辿り着いて屋根の下に避難所を求め、クラスター(ロバート・パフ)は渋々と受け入れる。クラスターに肥満を嘲られたサムウェル・ターリー(ジョン・ブラッドリー)は外に出て、ジリ(ハンナ・マリー)が男の子を産むところを目撃する。

### リヴァーランド
リヴァーランのホスター・タリー公は、家族と旗主によって川で船葬にされる。息子のエドミュア(トビアス・メンジーズ)は火矢を船に命中させられないが、ホスターの弟のブリンデン(クライヴ・ラッセル)が一矢で当てて見せ、衆人の前でエドミュアに恥をかかせる。 後にロブ・スターク(リチャード・マッデン)との会議で、エドミュアは命令に背いてグレガー・クレゲインを攻撃し、罠にかける作戦を台無しにしたことを非難される。キャトリン(ミシェル・フェアリー)は叔父ブリンデンと悲しみをわかちあい、タリサ王妃(ウーナ・チャップリン)は地下牢に捕虜のラニスター家の少年達を訪ね、傷の手当てをする。
サンダー・クレゲイン(ロリー・マッキャン)は〈旗印のない兄弟団〉に荷馬車で連れ去られ、アリア(メイジー・ウィリアムズ)とジェンドリーは、宿屋に残って台所で働くと言うホットパイに別れを告げる。
ロック(ノア・テイラー)とその部下はジェイミー・ラニスター(ニコライ・コスター＝ワルドー)とブライエニー(グェンドリン・クリスティー)を護送する。途中、ブライエニーがジェイミーの剣の腕を批判し、二人は口論となる。ジェイミーは、男たちがブライエニーを強姦するだろうと言い、抵抗すれば殺されるだろうと言う。だが同時に、自分がブライエニーの立場なら、殺された方がましだともいう。夜、男たちがブライエニーを強姦しようとする。ジェイミーは、ブライエニーの富裕な父親が、娘を無傷で返せば身代金を支払うだろうとロックを説得し強姦をやめさせる。さらに自分を父親に返せば、黄金と地位がもらえると言って、ロックを買収しようとする。ロックは怒りを隠し買収されたふりをするが、木の切り株の上にジェイミーを抑えつけ、父親なしでは無力だとあざ笑う。そしてジェイミーの右手を斬り落とす。

## 製作

### 脚本
原作第三部『剣嵐の大地』の第15、16、18、20、22、24、28、32、34、36章に基づいて、プロデューサーでもあるデイヴィッド・ベニオフ と D・B・ワイスが脚本を書いた。さらに、シオンの戦うシーン、ティリオンがポドリックを売春宿に連れて来るシーン、メリサンドルがドラゴンストーンを離れるシーンなどを加筆した。
売春宿のシーンで、ティリオンは最後に紹介した娼婦が、”ミーリーン人の結び目”を実演できる世界で四人だけの一人であると主張する。これは、第五部の原作『竜との舞踏』を書いている時に原作者のジョージ・R・R・マーティンが直面した、構造的な問題を呼んだ内輪のジョークであり、もちろん、伝説の”ゴルディアスの結び目”にちなんでいる。同書では、視点人物のいない場所での出来事を読者に知らせながら、時間軸と因果関係を守りつつ、多くの登場人物がミーリーンに同時に現れるようにしなければならなかった。2005年から2011年にかけて、マーティンはこの”ミーリーン人の結び目”を解くことに苦心し、同書の出版が遅れた主要な原因となった。

### 監督
本エピソードは、二人の脚本家のチームによって監督されたが、全米監督協会の規則に従って、デイヴィッド・ベニオフだけがクレジットされた。ベニオフとD・B・ワイスのどちらも、これが最初の監督経験であった。

### ロケーション

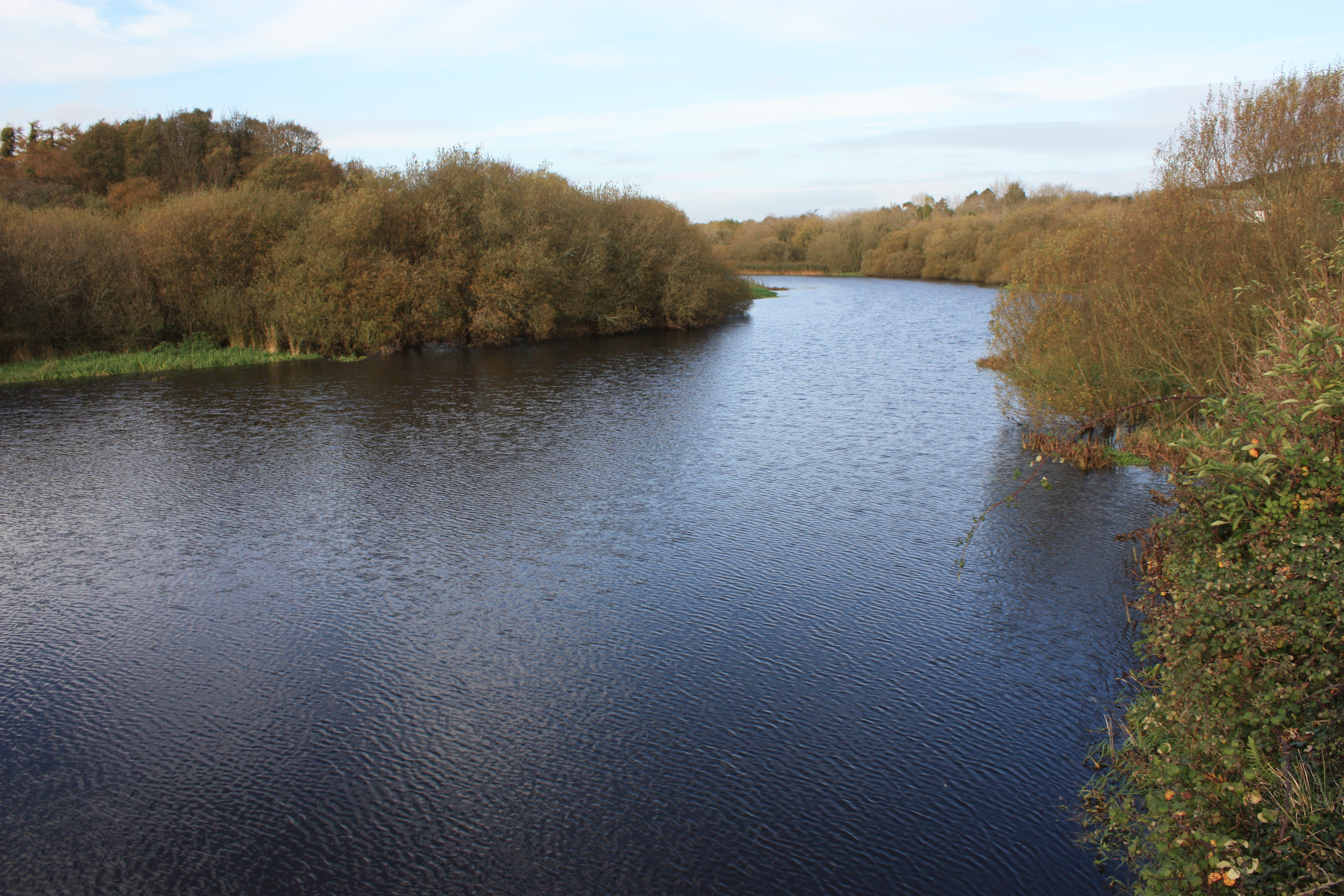
リヴァーラン城周辺のシーンに使われた風景

室内シーンはベルファスト近郊のスタジオで撮られ、屋外シーンは北アイルランドの各地で撮影された。
ジョン・スノウのストーリーラインはアイスランドで、デナーリス・ターガリエンのストーリーラインはモロッコの都市エッサウィラで撮影された。

### 音楽
ロック(ノア・テイラー)の隊の男たちが歌う『熊と美貌の乙女』(”The Bear and the Maiden Fair”)が初めて聞かれる。ラミン・ジャヴァディに作られたこの曲は、ウェスタロスの貴族にも平民にも人気のある歌で、原作小説ではしばしば歌われる。

## 評判

### 視聴者数
初回放送は470万人が視聴して最高記録となり、同夜の再放送を含めると580万人が視聴した。

### 賞
2013年度プライムタイム・エミー賞衣装賞シリーズ部門にノミネートされた。

## 参照
1. ↑  Hibberd, James (2013年4月16日). “'Game of Thrones' sets ratings record for latest episode”.   Entertainment Weekly. 2013年4月16日閲覧。